# Відокремлення (фільм)
«Відокремлення» (англ. Separation) — американський містичний фільм жахів 2021 року від режисера Вільяма Брента Белла за сценарієм Ніка Амадеуса та Джоша Брауна. В фільмі знялись Руперт Френд, Меймі Гаммер, Мейделін Брюер, Вайолет Макгроу, Саймон Квотерман і Браян Кокс.
Прем'єра фільму відбулась 30 квітня 2021 року. Картина отримала в основному негативні відгуки кінокритиків.

## Сюжет
Після важкого розлучення і раптової загибелі матері восьмирічна Дженні переїжджає в будинок батька в Брукліні. Батько і донька намагаються почати нове життя, але пережиті травми залишають на дівчинці незгладимий слід. Вона починає бачити, як маріонетки, які створив її батько-художник, оживають і розмовляють з нею. Дженні живе в оточенні похмурих і страшних видінь, які все сильніше затягують її в потойбічний світ.

## В ролях
- Руперт Френд — Джефф Ван
- Меймі Гаммер — Меггі Ван
- Мейделін Брюер — Саманта
- Браян Кокс — Пол Ріверс
- Вайолет Макгроу — Дженні Ван
- Саймон Квотерман — Алан Росс

## Касові збори
Фільм зібрав 1.8 млн доларів в перший тиждень кінопрокату. За другий тиждень вдалось зібрати 1.1 млн доларів.

## Критика
На сайті Rotten Tomatoes фільм отримав 7 % позитивних відгуків на основі 28 оглядів з середньою оцінкою 4.3/10. Респонденти опитування PostTrak дали фільму 42 % позитивних відгуків, з них 27 % «точно порекомендували б фільм».